# Infiltrazione (medicina)
In medicina si definisce infiltrazione l'accumulo o la diffusione patologici, all'interno di una zona tissutale o all'interno delle cellule, di materiali, gas o liquidi abnormi. I casi di infiltrazione più frequenti sono dovuti a traumatismi o processi infiammatori. Di particolare rilevanza sono le infiltrazioni neoplastiche, tubercolari e luetiche.

## Infiltrazioni neoplastiche
Le infiltrazioni neoplastiche sono una caratteristica tipica di certe neoplasie che spesso contribuiscono a determinarne il grado di mortalità, specie nel caso di neoplasie maligne. Infatti viene detto infiltrante un tumore che accrescendosi non si limita a comprimere i tessuti adiacenti ma si propaga e si diffonde per contiguità negli stessi modificandone la struttura. Un tumore infiltrante è pertanto molto più difficilmente asportabile per via chirurgia o curabile mediante tecniche invasive, per esempio la radioterapia, senza procurare danni ai tessuti sani.